# Mercury Prize
Mercury Prize (tidigare kallat Mercury Music Prize) är ett brittiskt musikpris som delas ut årligen för de senaste 12 månadernas bästa album. Priset instiftades 1992 och juryn består av artister, folk från musikbranschen och journalister. Tanken med priset är att det ska premiera originalitet och kreativitet framför försäljningssiffror. Vinnaren får en prissumma på 20 000 pund och många av tidigare vinnare har fått stor uppmärksamhet vilket gett skjuts åt karriärerna.
PJ Harvey är den enda artisten som vunnit priset två gånger, både 2001 för Stories from the City, Stories from the Sea och 2011 för Let England Shake. Hon var även nominerad till priset 1993 och1995.

## Lista över vinnare

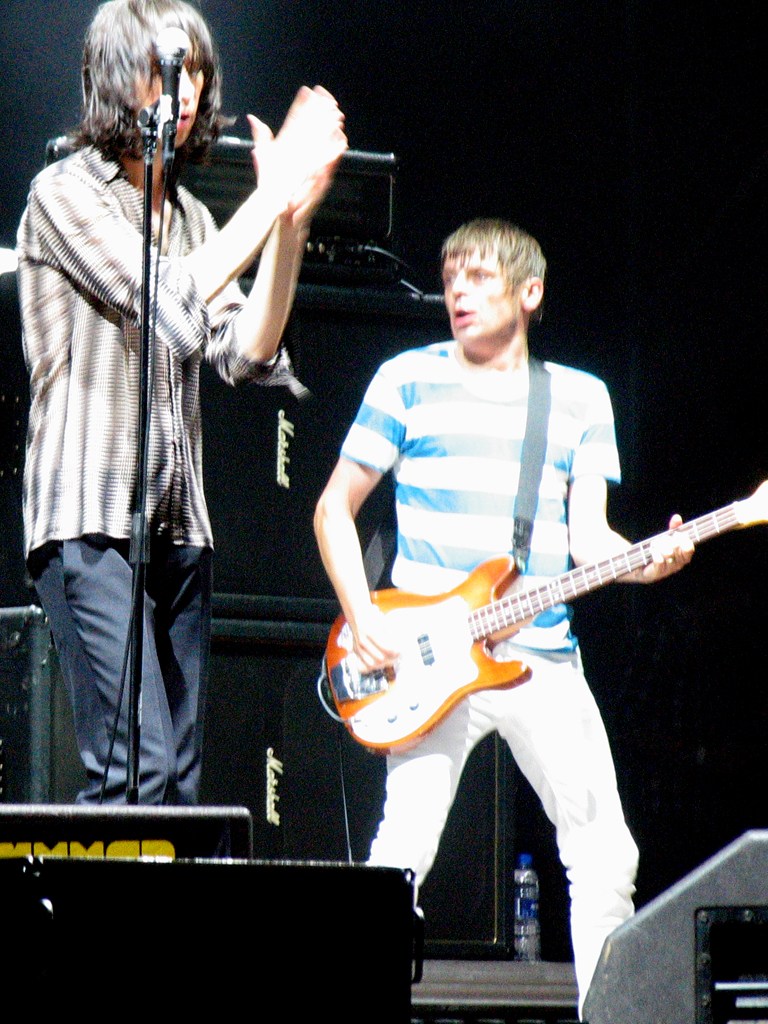
Primal Scream var de första vinnarna 1992.

- 1992 – Primal Scream – Screamadelica
- 1993 – Suede – Suede
- 1994 – M People – Elegant Slumming
- 1995 – Portishead – Dummy
- 1996 – Pulp – Different Class
- 1997 – Roni Size/Reprazent – New Forms
- 1998 – Gomez – Bring It On
- 1999 – Talvin Singh – OK
- 2000 – Badly Drawn Boy – The Hour of Bewilderbeast
- 2001 – PJ Harvey – Stories from the City, Stories from the Sea
- 2002 – Ms. Dynamite – A Little Deeper
- 2003 – Dizzee Rascal – Boy in Da Corner
- 2004 – Franz Ferdinand – Franz Ferdinand
- 2005 – Antony and the Johnsons – I Am A Bird Now
- 2006 – Arctic Monkeys – Whatever People Say I Am, That's What I'm Not
- 2007 – Klaxons – Myths of the Near Future
- 2008 – Elbow – The Seldom Seen Kid
- 2009 – Speech Debelle – Speech Therapy
- 2010 – The xx – xx
- 2011 – PJ Harvey – Let England Shake
- 2012 – Alt-J – An Awesome Wave
- 2013 – James Blake – Overgrown
- 2014 – Young Fathers – Dead
- 2015 – Benjamin Clementine – At Least for Now
- 2016 – Skepta – Konnichiwa
- 2017 – Sampha – Process
- 2018 – Wolf Alice – Visions of a Life
- 2019 – Dave – Psychodrama
- 2020 – Michael Kiwanuka – Kiwanuka
- 2021 –  Arlo Parks – Collapsed in Sunbeams
- 2022 – Little Simz – Sometimes I Might Be Introvert

## Lista över nomineringar

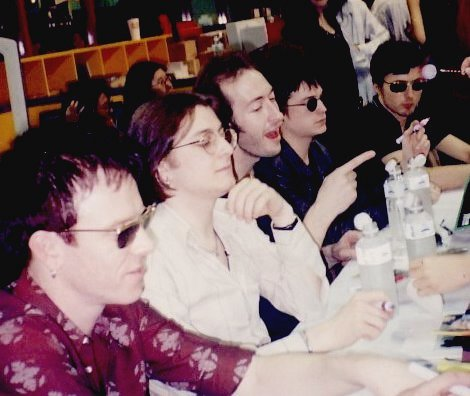
Suede vann 1993.

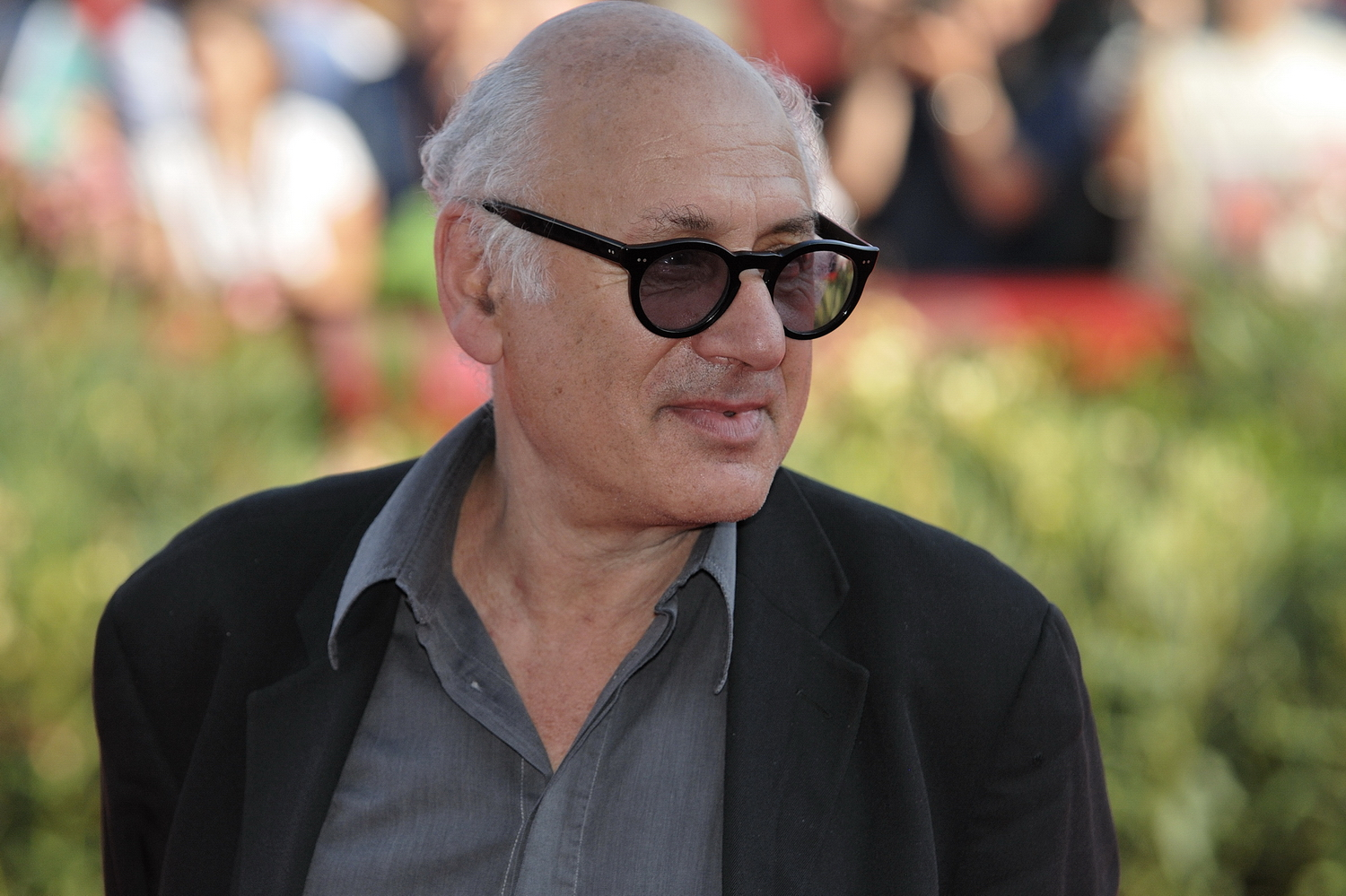
Michael Nyman nominerades 1994.

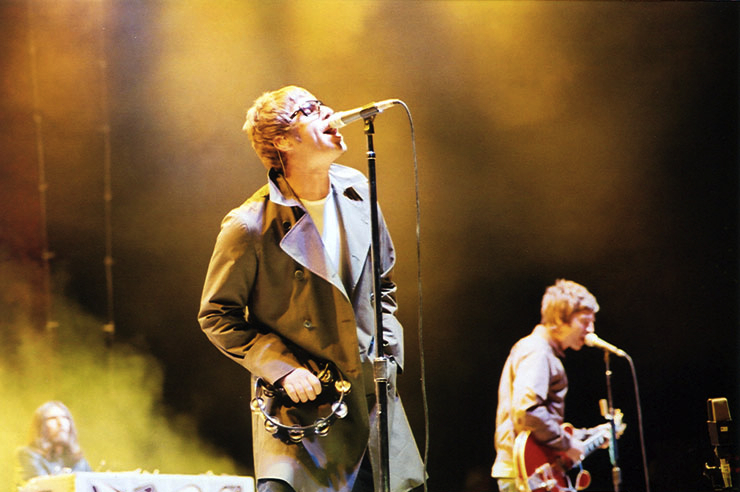
Oasis var en av de nominerade 1995.

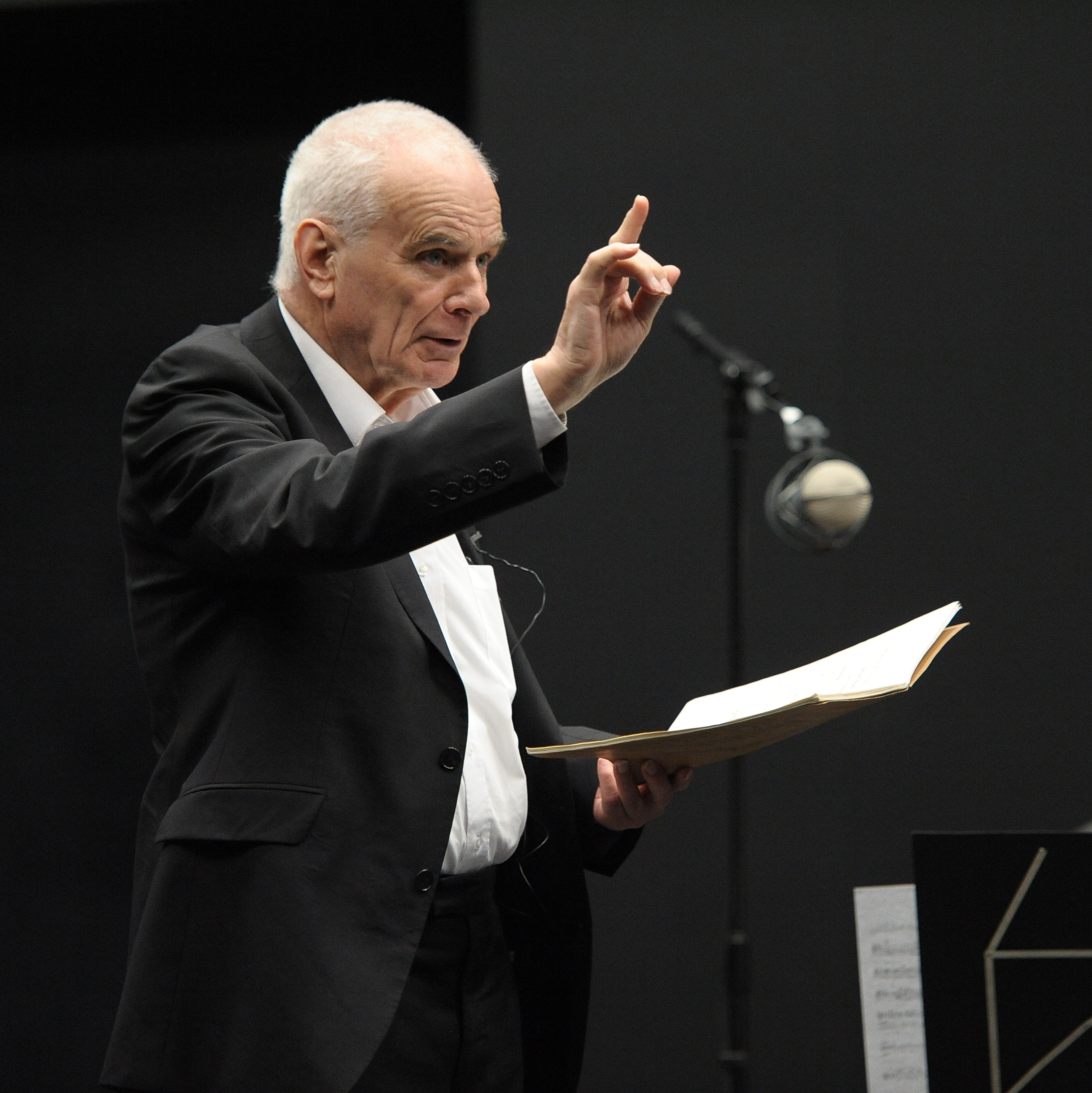
Peter Maxwell Davies nominerades tillsammans med The BBC Philharmonic 1996.

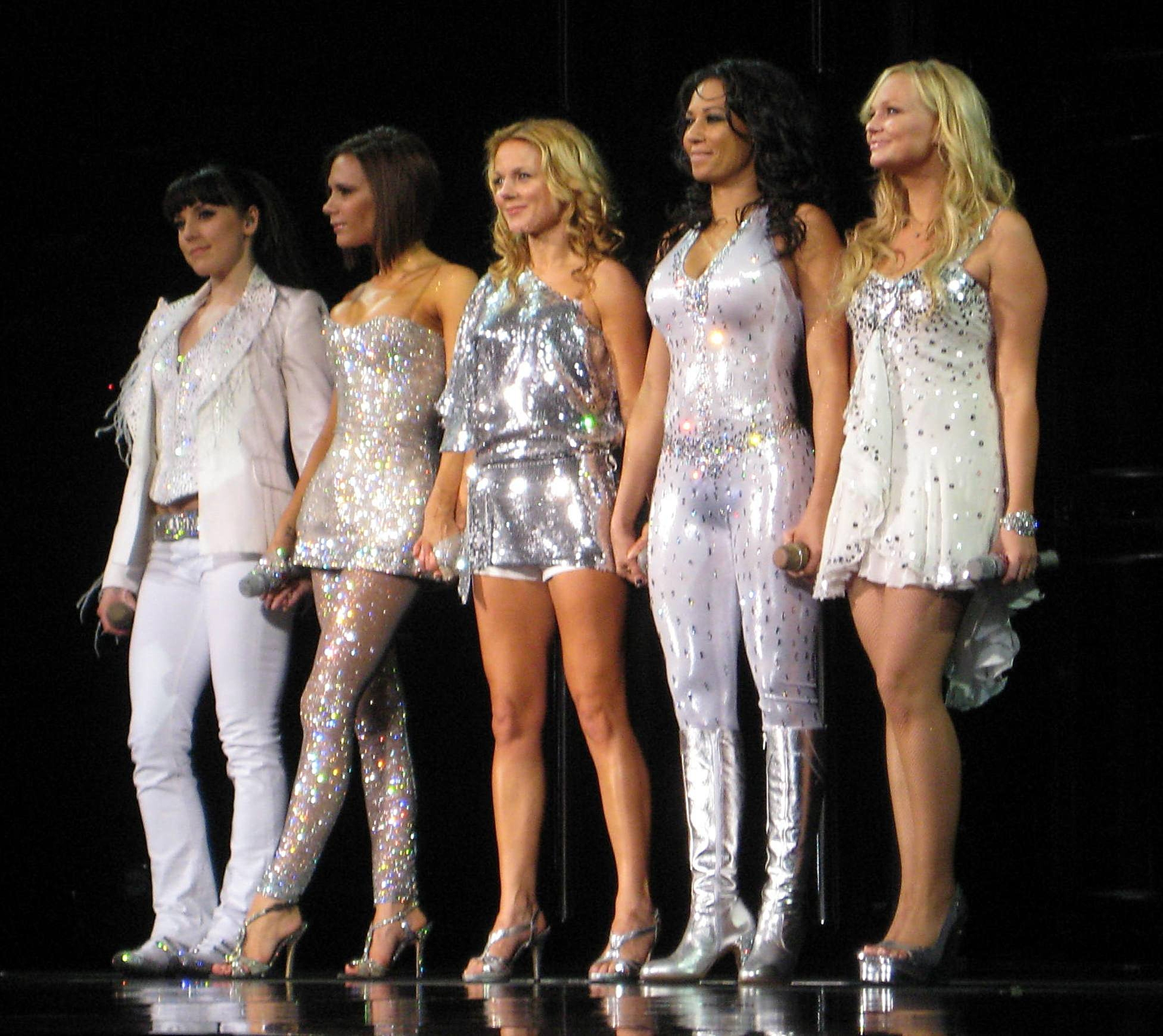
Spice Girls nominerades 1997.

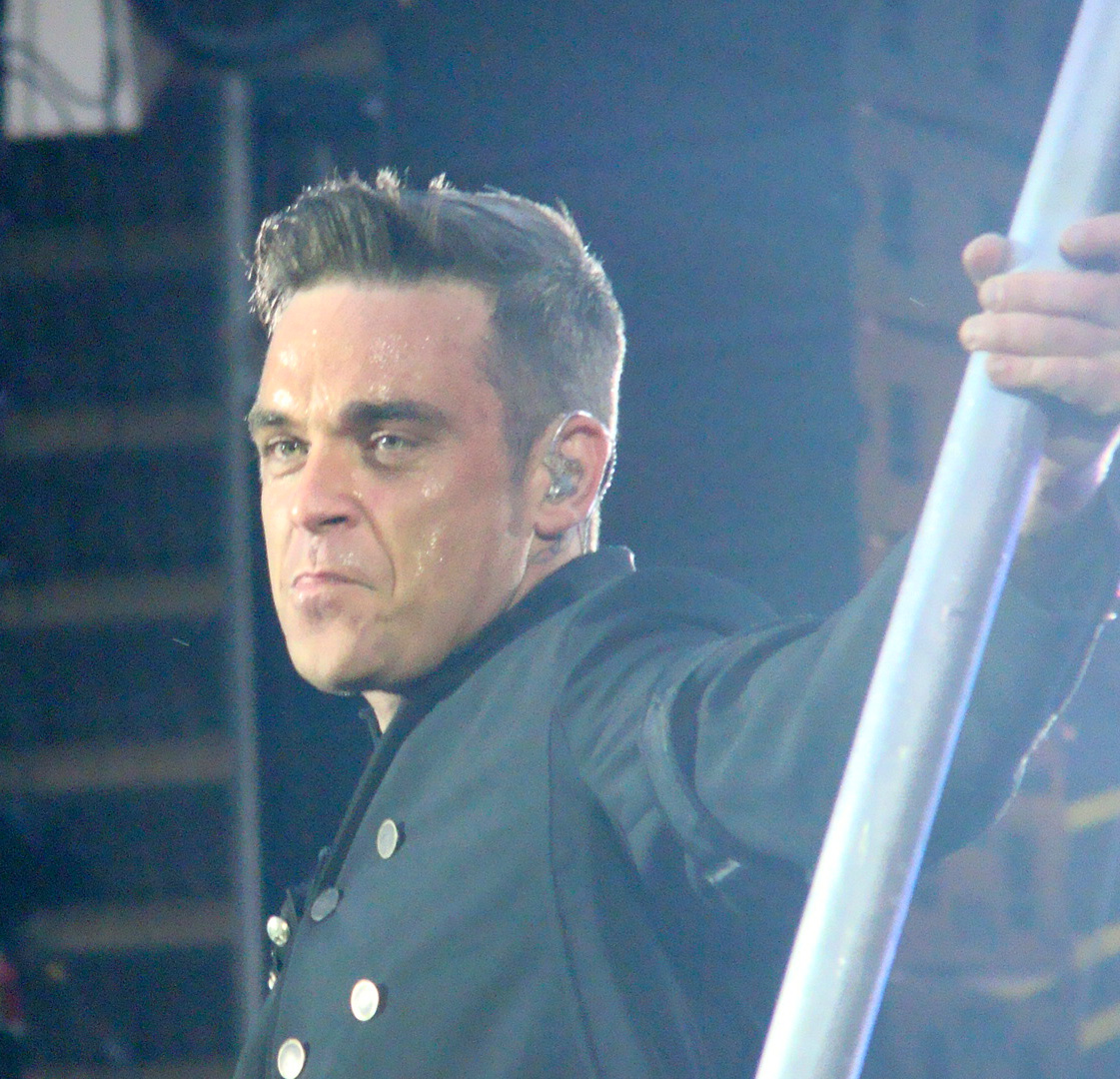
Robbie Williams var en av de nominerade 1998.

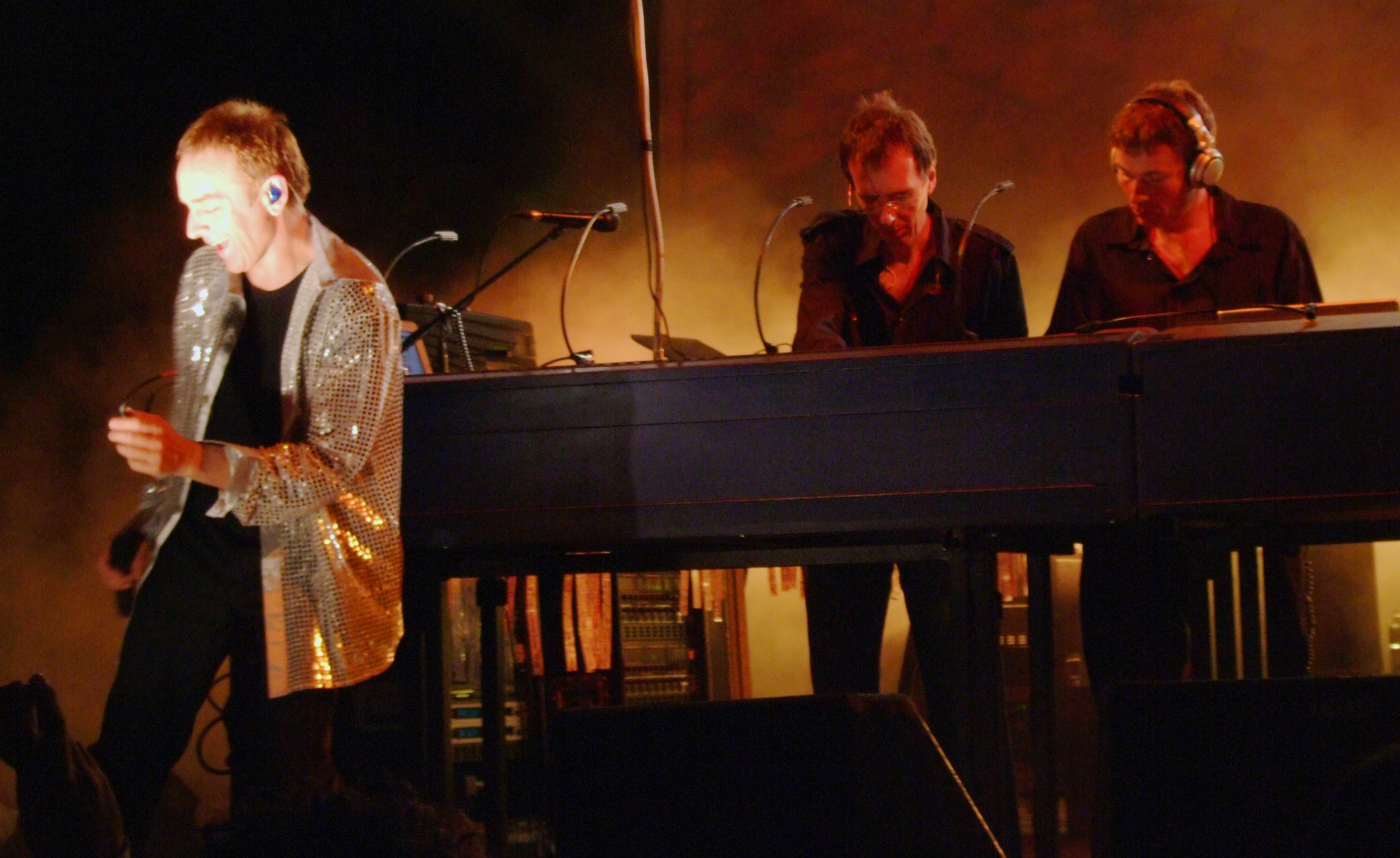
Underworld nominerades 1996 och 1999.

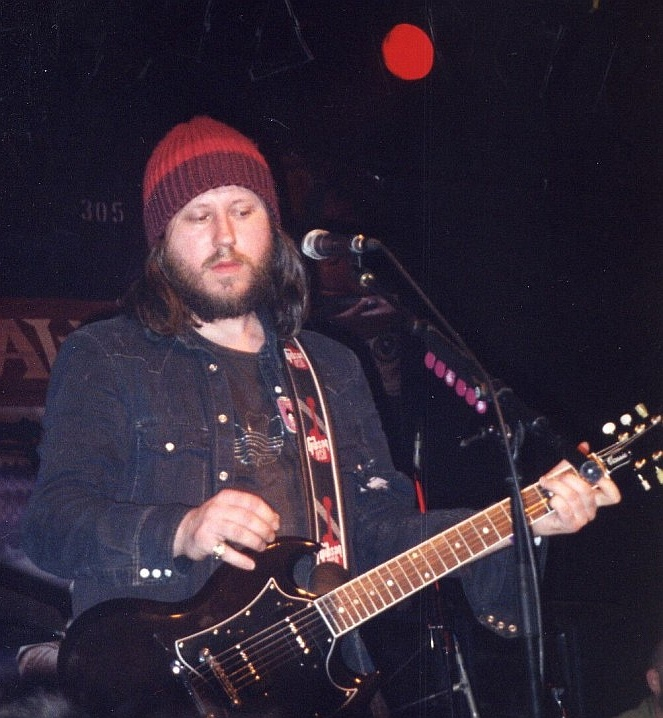
Badly Drawn Boy vann år 2000.

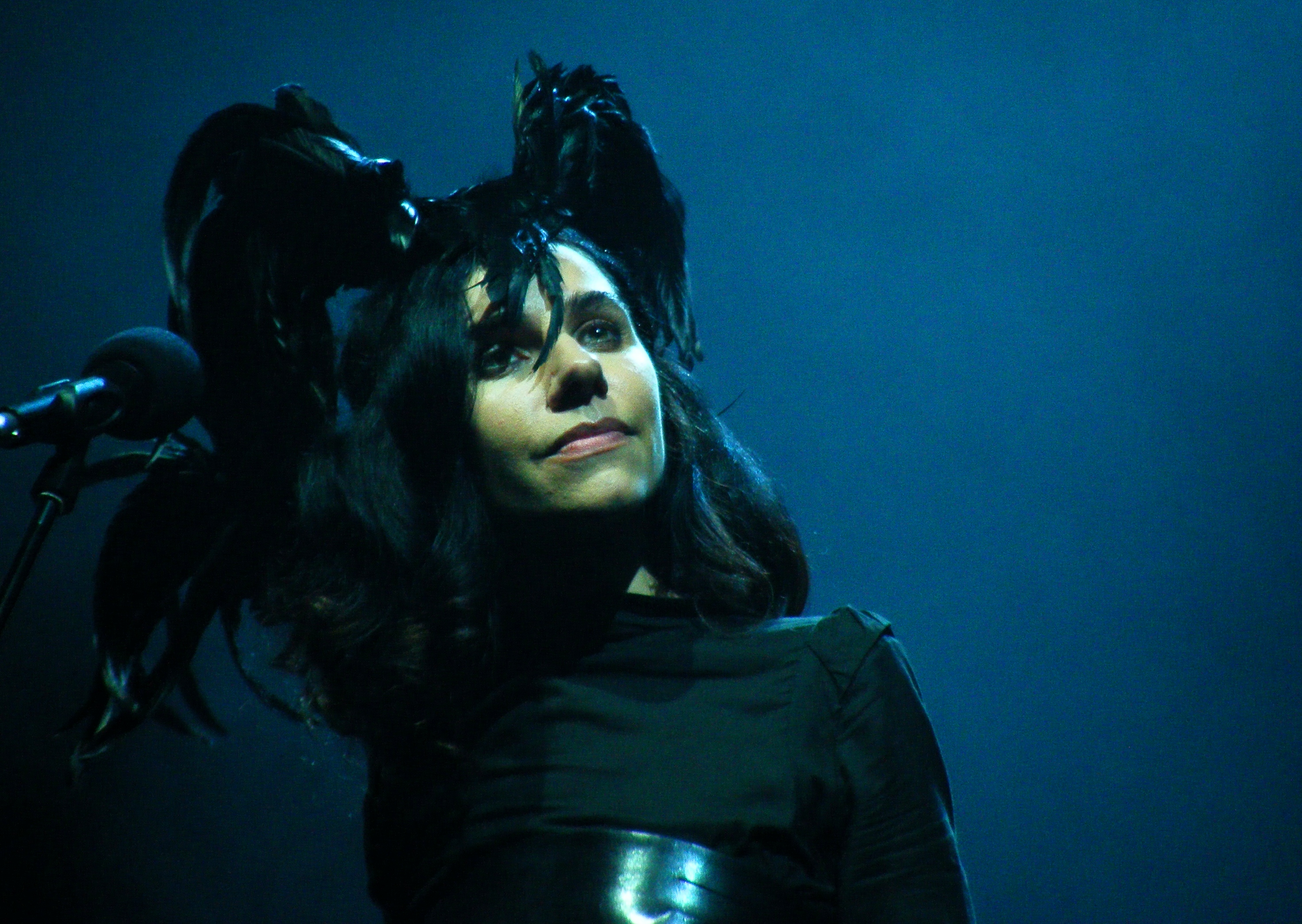
PJ Harvey är den enda som vunnit priset två gånger, 2001 och 2011.

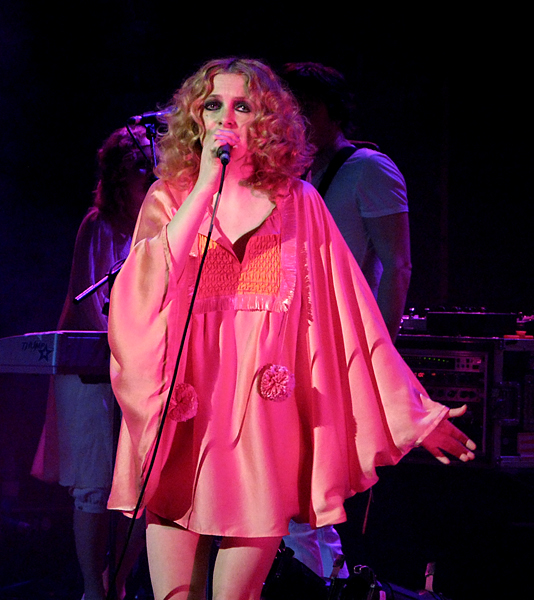
Goldfrapp var en av de nominerade 2001.

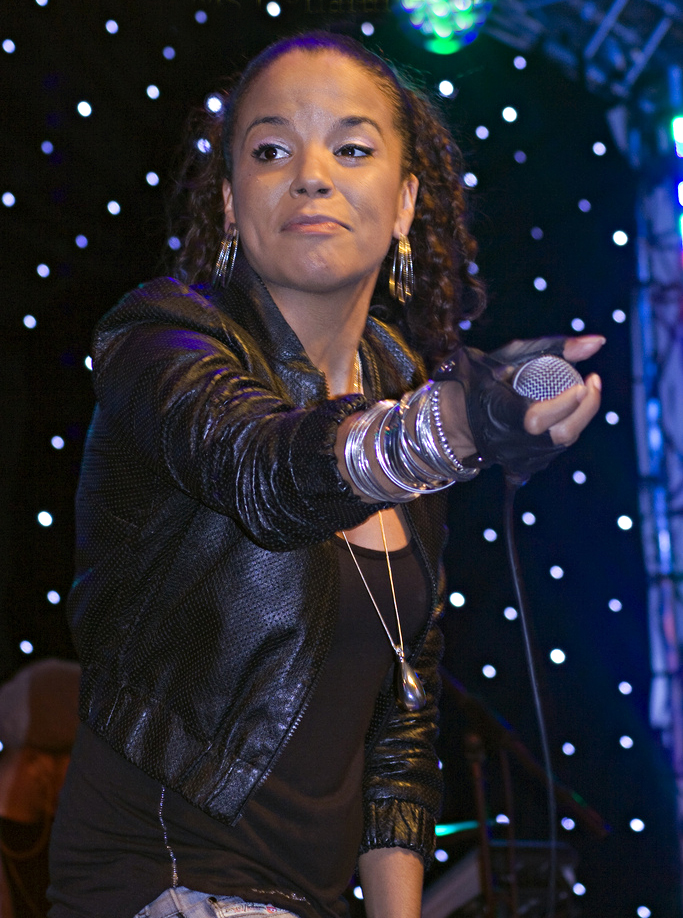
Ms. Dynamite vann 2002.

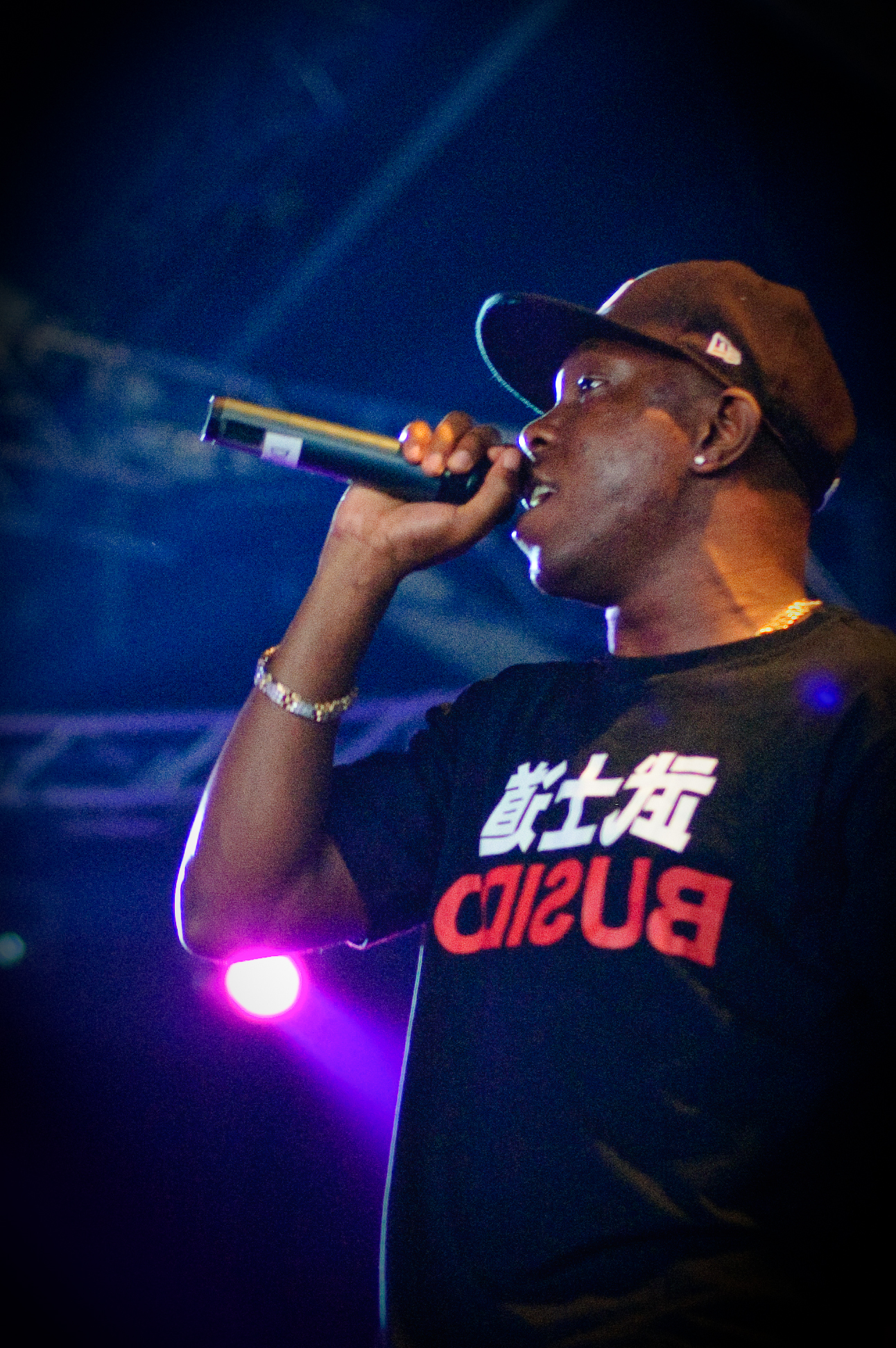
Dizzee Rascal vann 2003.

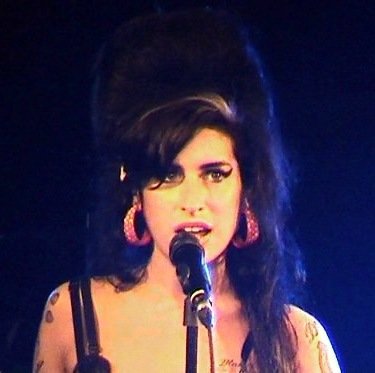
Amy Winehouse var nominerad 2004 och 2007.

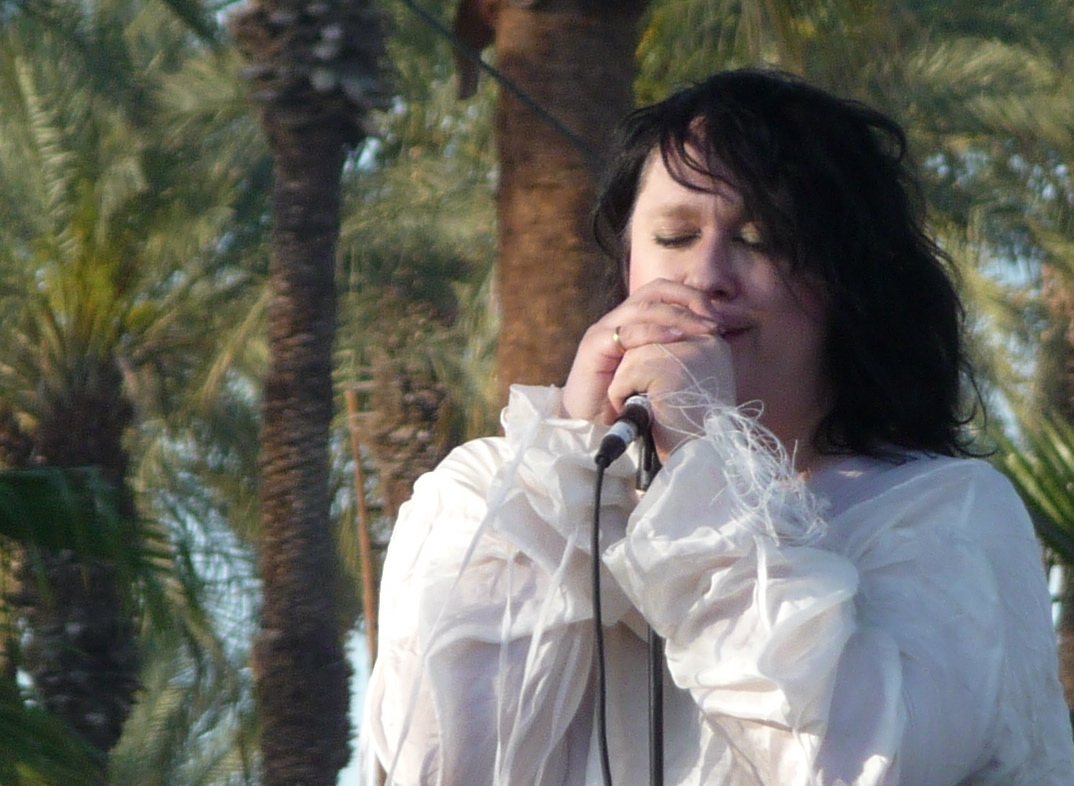
Antony & the Johnsons vann 2005.

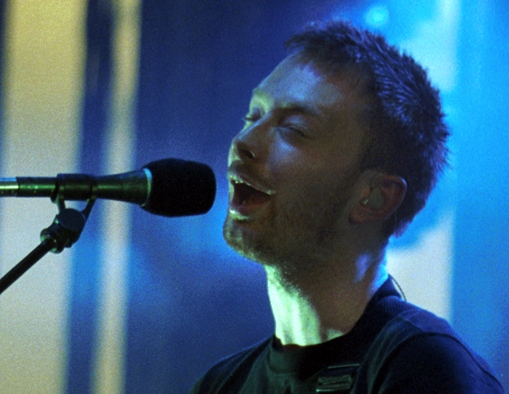
Thom Yorke var en av de nominerade 2006 och har tillsammans med sitt band Radiohead även nominerats 1997, 2001, 2003 och 2008.

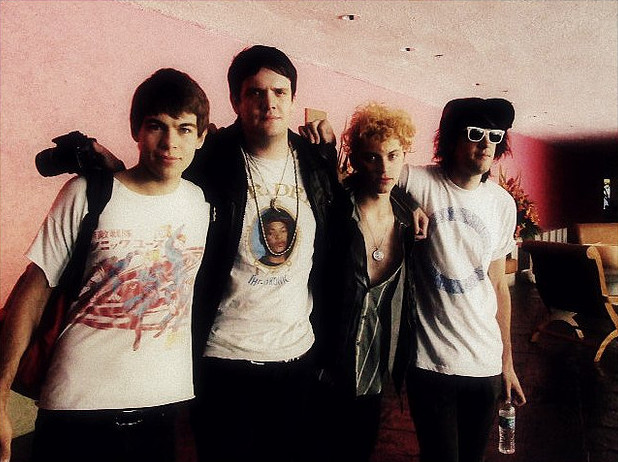
Klaxons vann 2007.

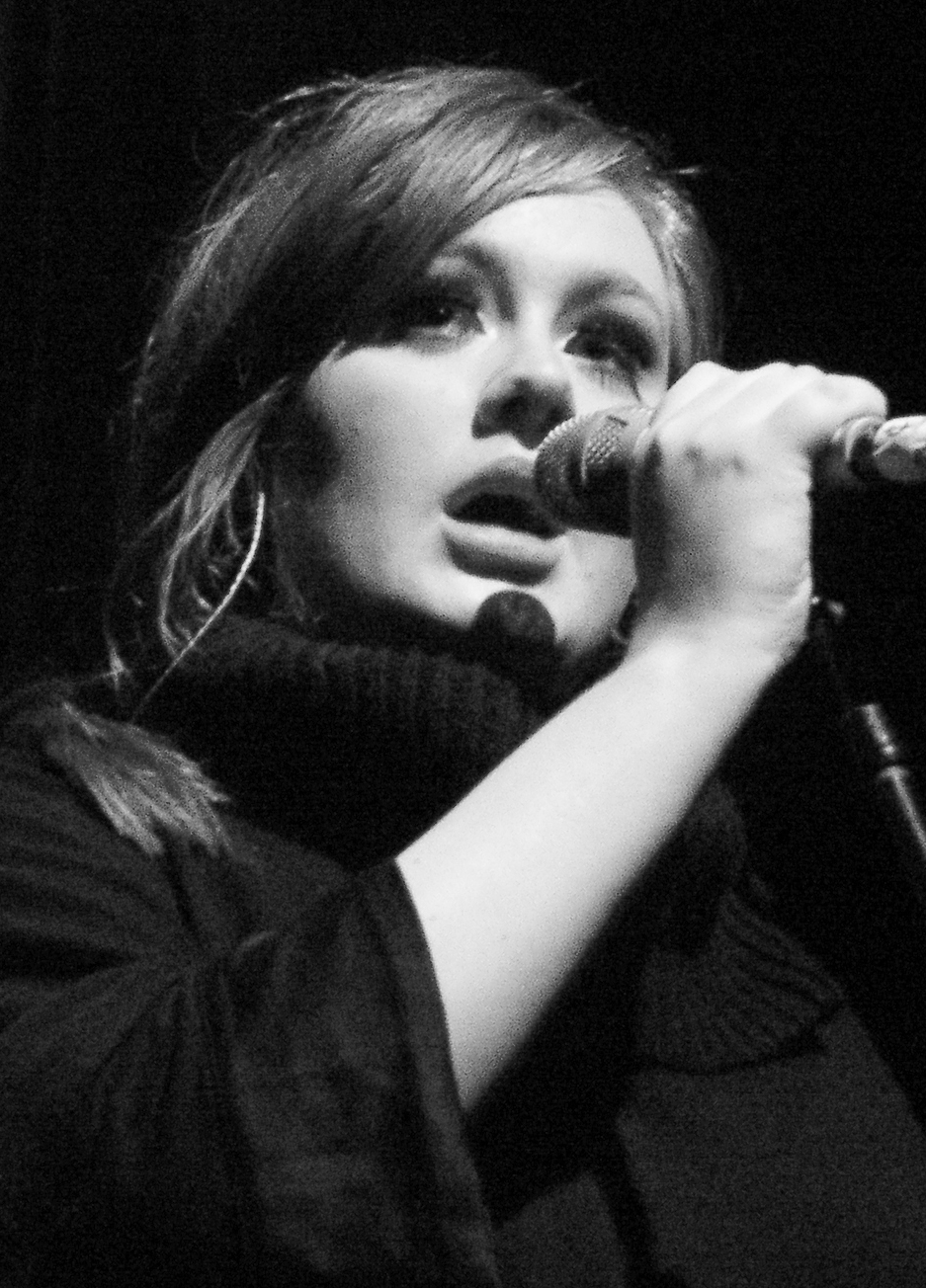
Adele nominerades 2008.

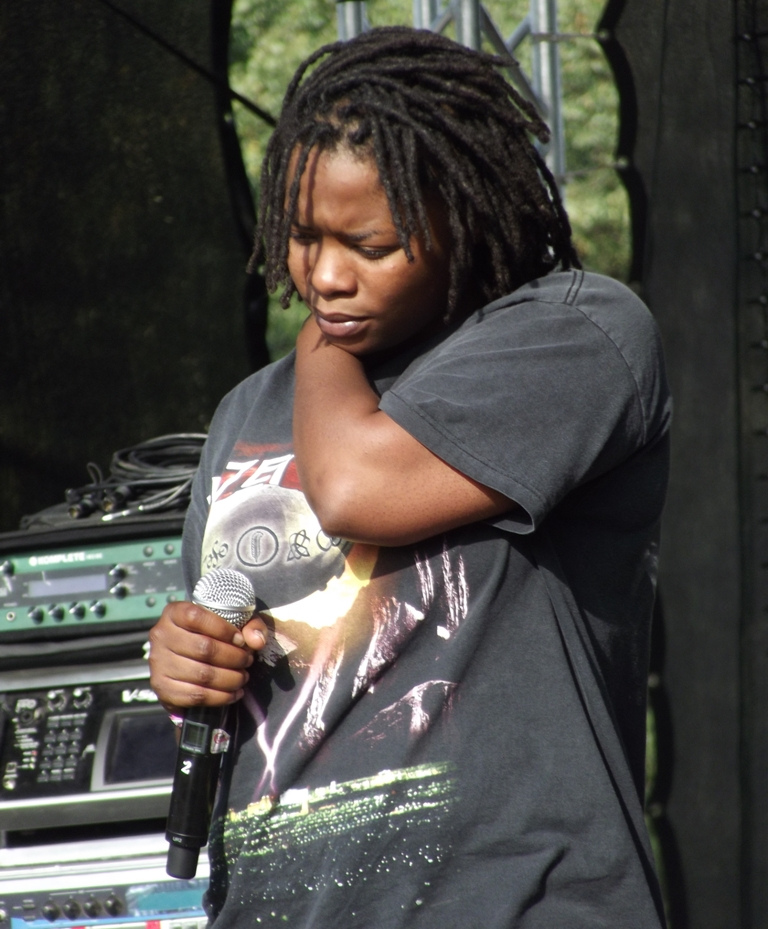
Speech Debelle vann 2009.

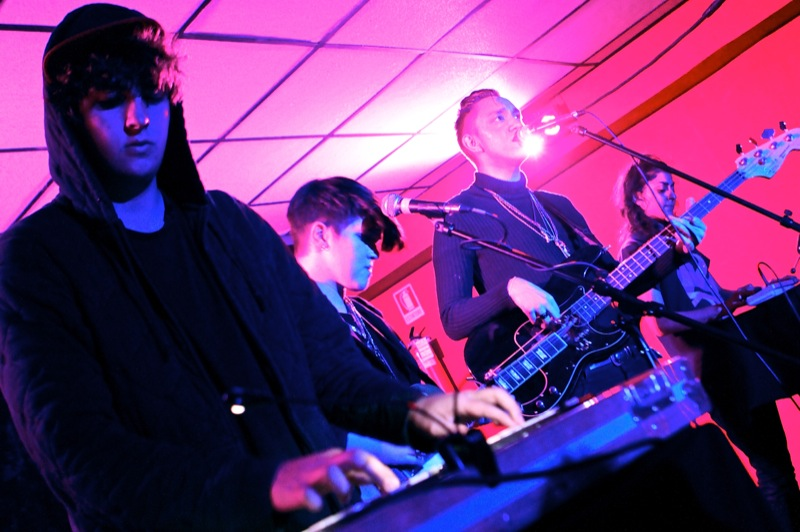
The xx vann 2010.

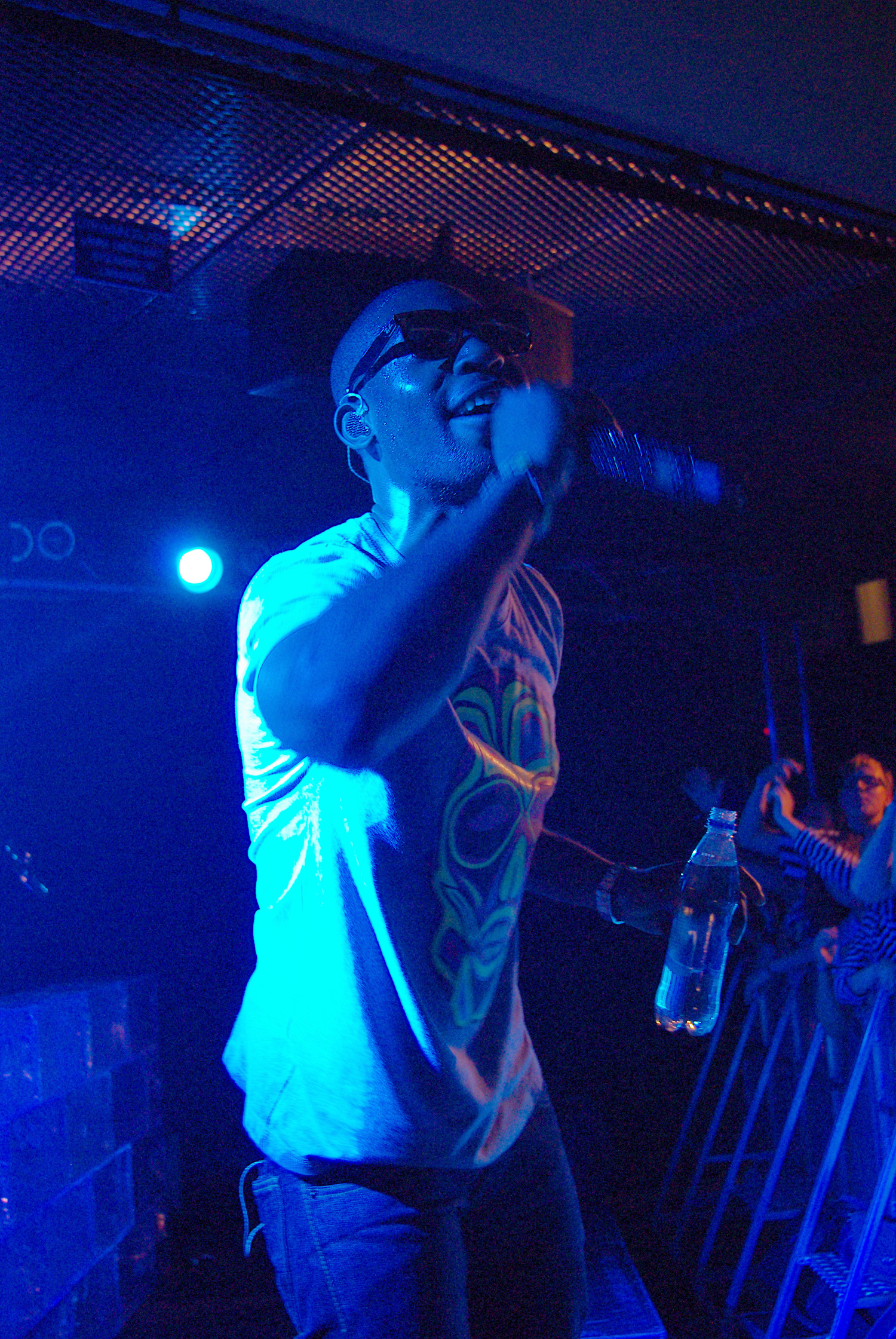
Trinie Tempah nominerades 2011.

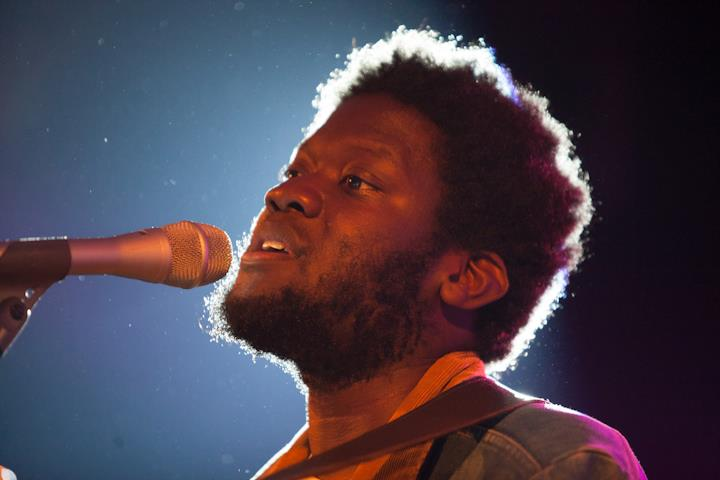
Michael Kiwanuka nominerades 2012.

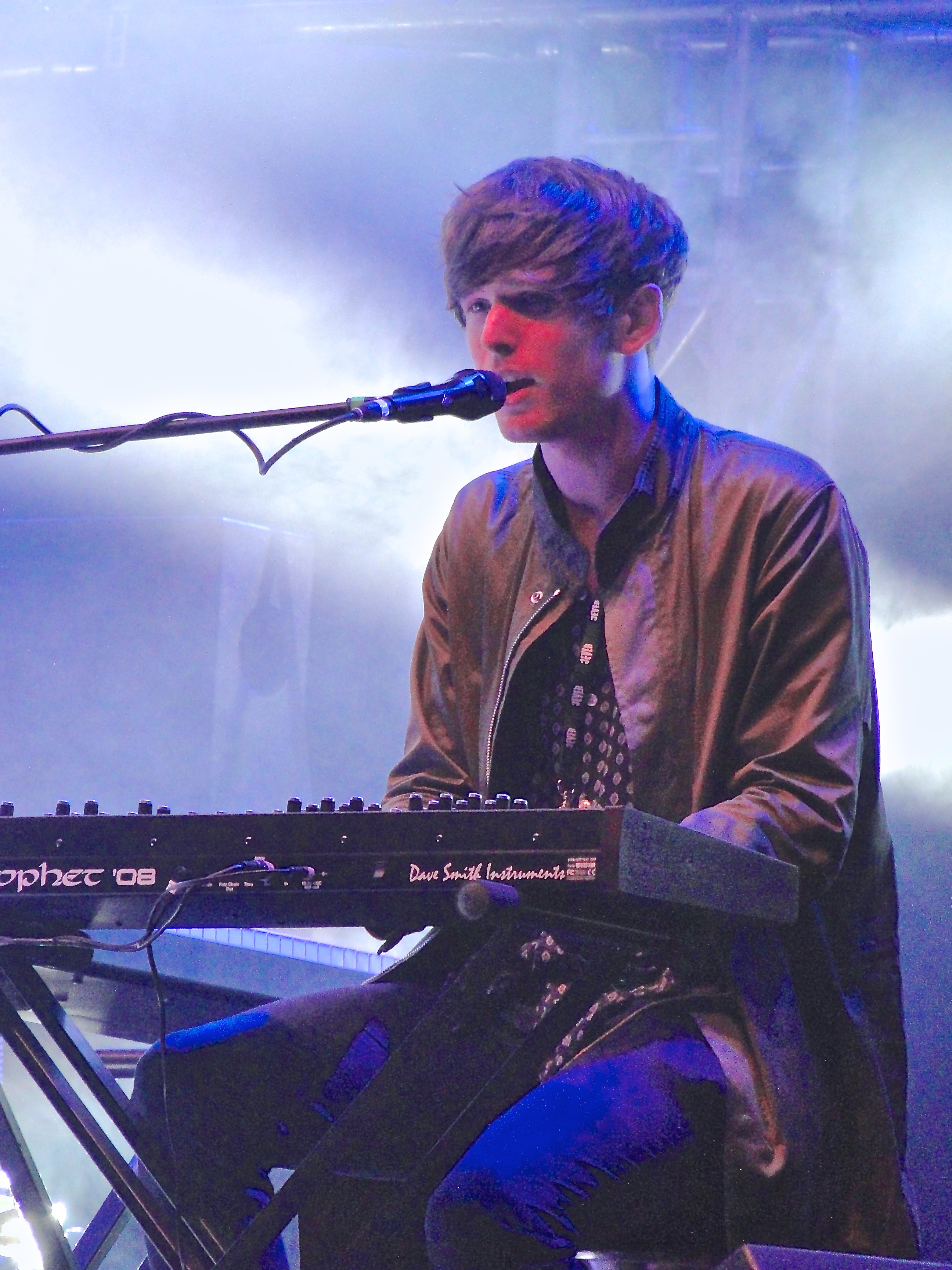
James Blake vann 2013.

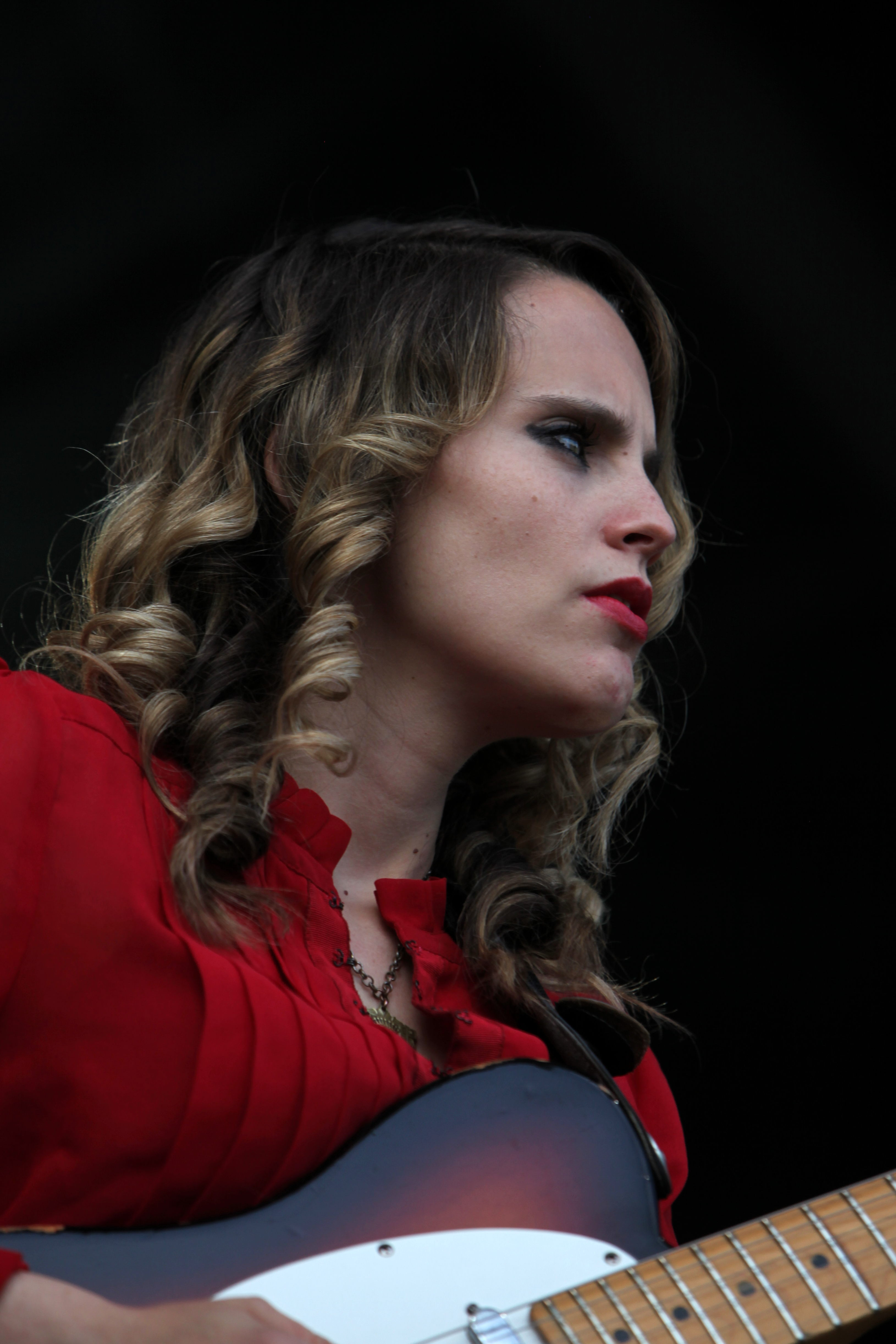
Anna Calvi nominerades 2014.

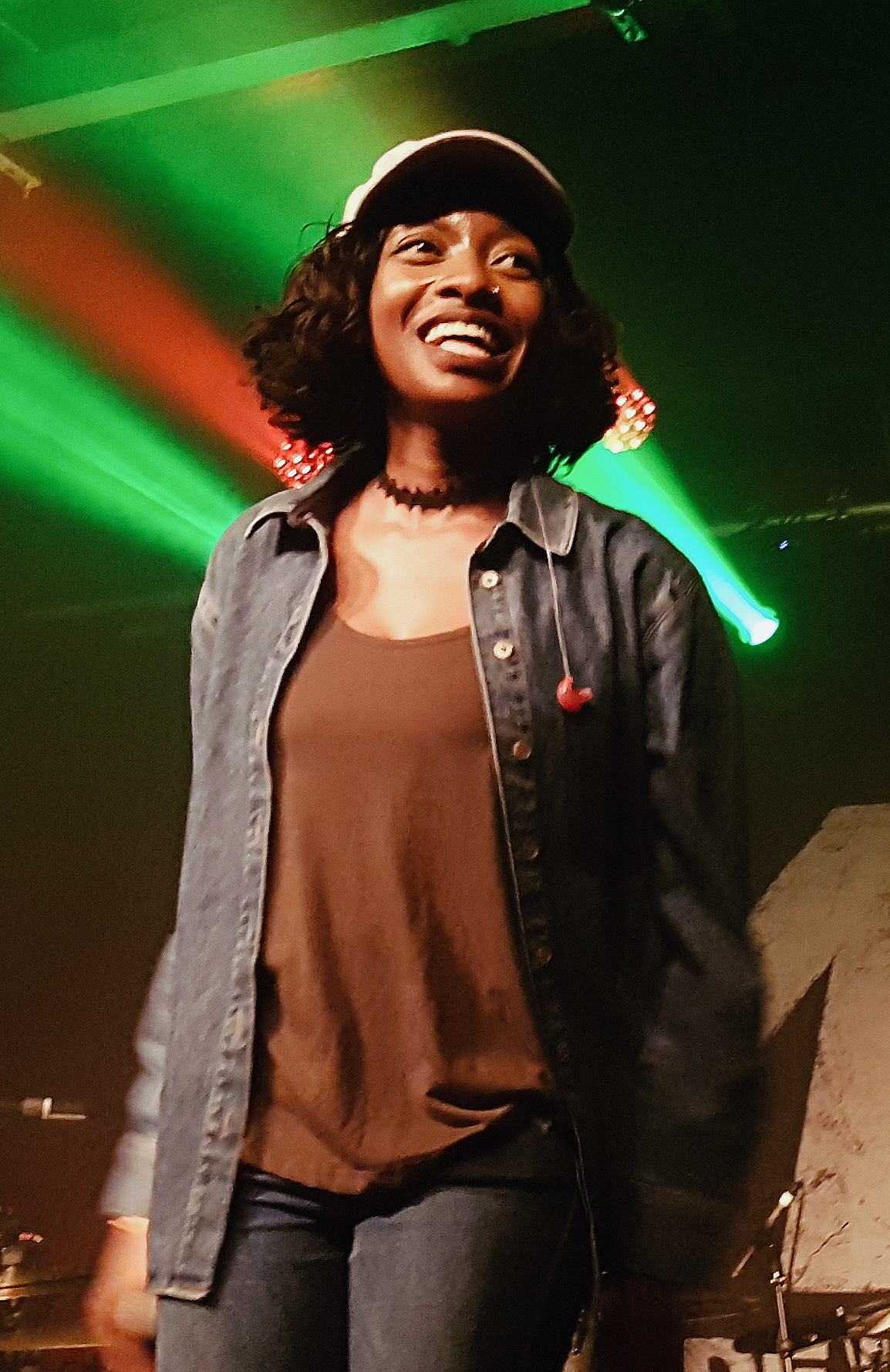
Little Simz vann 2022.

Vinnare angivna med fetstil.
| 1992 \| 1993 \| 1994 \| 1995 \| 1996 \| 1997 \| 1998 \| 1999 \| 2000 \| 2001 \| 2002 \| 2003 \| 2004 \| 2005 \| 2006 \| 2007 \| 2008 \| 2009 \| 2010 \| 2011 \| 2012 \| 2013 \| 2014 \| 2015 \| 2016 \| 2017 \| 2018 \| 2019 \| 2020 \| 2021\| 2022 |

### 1992
- Barry Adamson - Soul Murder
- Erasure - Chorus
- Jah Wobble - Rising Above Bedlam
- The Jesus and Mary Chain - Honey's Dead
- Bheki Mseleku - Celebration
- Primal Scream - Screamadelica
- Saint Etienne - Foxbase Alpha
- Simply Red - Stars
- U2 - Achtung Baby
- John Tavener & Steven Isserlis - The Protecting Veil
- Young Disciples - Road To Freedom

### 1993
- Apache Indian - No Reservations
- The Auteurs - New Wave
- Gavin Bryars - Jesus' Blood Never Failed Me Yet
- Dina Caroll - So Close
- East 17 - Walthamstow
- PJ Harvey - Rid of Me
- New Order - Republic
- Stereo MC's - Connected
- Sting - Ten Summoner's Tales
- Suede - Suede
- Stan Tracey - Portraits Plus

### 1994
- Blur - Parklife
- M People - Elegant Slumming
- Ian McNabb - Head Like A Rock
- Shara Nelson - What Silence Knows
- Michael Nyman - The Piano Concerto and MGV
- Primal Scream - Give Out But Don't Give Up
- The Prodigy - Music for the Jilted Generation
- Pulp - His'n'Hers
- Take That - Everything Changes
- Therapy? - Troublegum
- Paul Weller - Wild Wood

### 1995
- Guy Barker - Into the Blue
- The Boo Radleys - Wake Up!
- Elastica - Elastica
- PJ Harvey - To Bring You My Love
- Leftfield - Leftism
- James MacMillan - Seven Last Words From the Cross
- Van Morrison - Days Like These
- Oasis - Definitely Maybe
- Portishead - Dummy
- Supergrass - I Should Coco
- Tricky - Maxinquaye

### 1996
- Artists for War Child - Help
- Black Grape - It's Great When You're Straight...Yeah
- Peter Maxwell Davies/The BBC Philharmonic - The Beltane Fire / Caroline Mathilde
- Manic Street Preachers - Everything Must Go
- Mark Morrison - Return of the Mack
- Oasis - (What's the Story) Morning Glory?
- Courtney Pine - Modern Day Jazz Stories
- Pulp - Different Class
- Underworld - Second Toughest In The Infants
- Norma Waterson - Norma Waterson

### 1997
- The Chemical Brothers - Dig Your Own Hole
- Beth Orton - Trailer Park
- Primal Scream - Vanishing Point
- The Prodigy - The Fat of the Land
- Radiohead - OK Computer
- Roni Size/Reprazent - New Forms
- Spice Girls - Spice
- Suede - Coming Up
- John Tavener - Syvati
- Mark-Anthony Turnage - Your Rockaby

### 1998
- 4hero - Two Pages
- Asian Dub Foundation - Rafi's Revenge
- Eliza Carthy - Red Rice
- Catatonia - International Velvet
- Cornershop - When I Was Born for the 7th Time
- Gomez - Bring It On
- Massive Attack - Mezzanine
- Propellerheads - Decksandrumsandrockandroll
- Pulp - This is Hardcore
- John Surman - Proverbs & Songs
- The Verve - Urban Hymns
- Robbie Williams - Life Thru a Lens

### 1999
- Thomas Adès - Asyla
- Denys Baptiste - Be Where You Are
- Black Star Liner - Bengali Bantam Youth Experience!
- Blur - 13
- Chemical Brothers - Surrender
- Faithless - Sunday 8PM
- Manic Street Preachers - This Is My Truth Tell Me Yours
- Beth Orton - Central Reservation
- Kate Rusby - Sleepless
- Talvin Singh - OK
- Stereophonics - Performance and Cocktails
- Underworld - Beaucoup Fish

### 2000
- Richard Ashcroft - Alone with Everybody
- Badly Drawn Boy - The Hour of Bewilderbeast
- Coldplay - Parachutes
- MJ Cole - Sincere
- Death in Vegas - The Contino Sessions
- The Delgados - The Great Eastern
- Doves - Lost Souls
- Helicopter Girl - How to Steal the World
- Leftfield - Rhythm and Stealth
- Nicholas Maw - Violin Concerto
- Nitin Sawhney - Beyond Skin
- Kathryn Williams - Little Black Numbers

### 2001
- Basement Jaxx - Rooty
- Elbow - Asleep at the Back
- Goldfrapp - Felt Mountain
- Gorillaz - Gorillaz (nomineringen tillbakadragen på begäran av bandet)
- Ed Harcourt - Here Be Monsters
- PJ Harvey - Stories from the City, Stories from the Sea
- Tom McRae - Tom McRae
- Radiohead - Amnesiac
- Susheela Raman - Salt Rain
- Super Furry Animals - Rings Around the World
- Turin Brakes - The Optimist LP
- Zero 7 - Simple Things

### 2002
- Guy Barker - Soundtrack
- The Bees - Sunshine, Hit Me
- David Bowie - Heathen
- The Coral - The Coral
- Doves - The Last Broadcast
- The Electric Soft Parade - Holes In The Wall
- Gemma Hayes - Night On My Side
- Beverley Knight - Who I Am
- Roots Manuva - Run Come Save Me
- Joanna McGregor - Play
- Ms. Dynamite - A Little Deeper
- The Streets - Original Pirate Material

### 2003
- Athlete - Vehicles and Animals
- Eliza Carthy - Anglicana
- Coldplay - A Rush of Blood to the Head
- The Darkness - Permission to Land
- Dizzee Rascal - Boy in Da Corner
- Floetry - Floetic
- Soweto Kinch - Conversations with the Unseen
- Lemon Jelly - Lost Horizons
- The Thrills - So Much for the City
- Martina Topley-Bird - Quixotic
- Radiohead - Hail to the Thief
- Terri Walker - Untitled

### 2004
- Basement Jaxx – Kish Kash
- Belle & Sebastian – Dear Catastrophe Waitress
- Franz Ferdinand – Franz Ferdinand
- Jamelia – Thank You
- Keane – Hopes And Fears
- Snow Patrol – Final Straw
- Joss Stone – The Soul Sessions
- The Streets – A Grand Don't Come For Free
- Ty – Upwards
- Amy Winehouse – Frank
- Robert Wyatt – Cuckooland
- The Zutons – Who Killed... The Zutons

### 2005
- Antony & The Johnsons – I Am A Bird Now
- Bloc Party – Silent Alarm
- Coldplay – X&Y
- Hard-Fi – Stars of CCTV
- Kaiser Chiefs – Employment
- KT Tunstall – Eye To The Telescope
- M.I.A. – Arular
- Maxïmo Park – A Certain Trigger
- Polar Bear – Held On The Tips Of Fingers
- Seth Lakeman – Kitty Jay
- The Go! Team – Thunder, Lightning, Strike
- The Magic Numbers – The Magic Numbers

### 2006
- Arctic Monkeys – Whatever People Say I Am, That's What I'm Not
- Isobel Campbell och Mark Lanegan - Ballad of the Broken Seas
- Editors - The Back Room
- Guillemots - Through the Windowpane
- Richard Hawley - Coles Corner
- Hot Chip - The Warning
- Muse - Black Holes and Revelations
- Zoe Rahman - Melting Pot
- Lou Rhodes - Beloved One
- Scritti Politti - White Bread Black Beer
- Sway - This Is My Demo
- Thom Yorke - The Eraser

### 2007
- Arctic Monkeys - Favourite Worst Nightmare
- Basquiat Strings with Seb Rochford - Basquiat Strings
- Bat for Lashes - Fur and Gold
- Dizzee Rascal - Maths and English
- Klaxons – Myths of the Near Future
- Maps - We Can Create
- New Young Pony Club - Fantastic Playroom
- Fionn Regan - The End of History
- Jamie T - Panic Prevention
- The View - Hats Off to the Buskers
- Amy Winehouse - Back to Black
- The Young Knives - Voices of Animals and Men

### 2008
- Adele - 19
- British Sea Power - Do You Like Rock Music?
- Burial - Untrue
- Elbow - The Seldom Seen Kid
- Estelle – Shine
- Laura Marling - Alas, I Cannot Swim
- Neon Neon - Stainless Style
- Portico Quartet - Knee Deep in the North Sea
- Rachel Unthank and the Winterset - The Bairns
- Radiohead - In Rainbows
- Robert Plant & Alison Krauss - Raising Sand
- The Last Shadow Puppets - The Age of the Understatement

### 2009
- Bat for Lashes – Two Suns
- Florence and the Machine – Lungs
- Friendly Fires – Friendly Fires
- Glasvegas – Glasvegas
- Lisa Hannigan – Sea Sew
- The Horrors – Primary Colours
- The Invisible – The Invisible
- Kasabian – West Ryder Pauper Lunatic Asylum
- La Roux – La Roux
- Led Bib – Sensible Shoes
- Speech Debelle - Speech Therapy
- Sweet Billy Pilgrim – Twice Born Men

### 2010
- Biffy Clyro – Only Revolutions
- Corinne Bailey Rae – The Sea
- Dizzee Rascal – Tongue n' Cheek
- Foals – Total Life Forever
- I Am Kloot – Sky at Night
- Kit Downes Trio – Golden
- Laura Marling – I Speak Because I Can
- Mumford & Sons – Sigh No More
- Paul Weller – Wake Up the Nation
- Villagers – Becoming a Jackal
- Wild Beasts – Two Dancers
- The xx – xx

### 2011
- Adele – 21
- Anna Calvi – Anna Calvi
- Elbow – Build a Rocket Boys!
- Everything Everything – Man Alive
- Ghostpoet – Peanut Butter Blues & Melancholy Jam
- Gwilym Simcock – Good Days at Schloss Elmau
- James Blake – James Blake
- Katy B – On a Mission
- King Creosote & Jon Hopkins – Diamond Mine
- Metronomy – The English Riviera
- PJ Harvey – Let England Shake
- Tinie Tempah – Disc-Overy

### 2012
- Alt-J – An Awesome Wave
- Ben Howard – Every Kingdom
- Django Django – Django Django
- Field Music – Plumb
- Richard Hawley – Standing at the Sky's Edge
- Michael Kiwanuka – Home Again
- Lianne La Havas – Is Your Love Big Enough?
- Sam Lee – Ground of its Own
- The Maccabees – Given to the Wild
- Plan B – Ill Manors
- Roller Trio – Roller Trio
- Jessie Ware – Devotion

### 2013
- Arctic Monkeys – AM
- David Bowie – The Next Day
- Disclosure – Settle
- Foals – Holy Fire
- Jake Bugg – Jake Bugg
- James Blake – Overgrown
- Jon Hopkins – Immunity
- Laura Marling – Once I Was an Eagle
- Laura Mvula – Sing to the Moon
- Rudimental – Home
- Savages – Silence Yourself
- Villagers – {Awayland}

### 2014
- Anna Calvi – One Breath
- Bombay Bicycle Club – So Long, See You Tomorrow
- Damon Albarn – Everyday Robots
- East India Youth – Total Strife Forever
- FKA twigs – LP1
- GoGo Penguin – V2.0
- Jungle – Jungle
- Kate Tempest – Everybody Down
- Nick Mulvey – First Mind
- Polar Bear – In Each and Every One
- Royal Blood – Royal Blood
- Young Fathers – Dead

### 2015
- Aphex Twin – Syro
- Benjamin Clementine – At Least for Now
- Gaz Coombes – Matador
- C Duncan – Architect
- Eska – Eska
- Florence and the Machine – How Big, How Blue, How Beautiful
- Ghostpoet – Shedding Skin
- Róisín Murphy – Hairless Toys
- Slaves – Are You Satisfied?
- SOAK – Before We Forgot How to Dream
- Wolf Alice – My Love Is Cool
- Jamie xx – In Colour

### 2016
- Anohni – Hopelessness
- Bat for Lashes – The Bride
- David Bowie – Blackstar
- Jamie Woon – Making Time
- Kano – Made in the Manor
- Laura Mvula – The Dreaming Room
- Michael Kiwanuka – Love & Hate
- Radiohead – A Moon Shaped Pool
- Savages – Adore Life
- Skepta – Konnichiwa
- The 1975 – I Like It When You Sleep, for You Are So Beautiful yet So Unaware of It
- The Comet Is Coming – Channel the Spirits

### 2017[2]
- alt-J – Relaxer
- The Big Moon – Love in the 4th Dimension
- Blossoms – Blossoms
- Loyle Carner – Yesterday's Gone
- Dinosaur – Together, As One
- Glass Animals – How to Be a Human Being
- J Hus – Common Sense
- Ed Sheeran – ÷
- Sampha – Process
- Stormzy – Gang Signs & Prayer
- Kate Tempest – Let Them Eat Chaos
- The xx – I See You

### 2018[3]
- Arctic Monkeys – Tranquility Base Hotel & Casino
- Everything Everything – A Fever Dream
- Everything Is Recorded – Everything Is Recorded
- Florence and the Machine – High as Hope
- Jorja Smith – Lost & Found
- King Krule – The Ooz
- Lily Allen – No Shame
- Nadine Shah – Holiday Destination
- Noel Gallagher's High Flying Birds – Who Built the Moon?
- Novelist – Novelist Guy
- Sons of Kemet – Your Queen Is a Reptile
- Wolf Alice – Visions of a Life

### 2019[4]
- The 1975 – A Brief Inquiry into Online Relationships
- Anna Calvi – Hunter
- Black Midi – Schlagenheim
- Cate Le Bon – Reward
- Dave – Psychodrama
- Foals – Everything Not Saved Will Be Lost Part 1
- Fontaines D.C. – Dogrel
- Idles – Joy as an Act of Resistance
- Little Simz – Grey Area
- Nao – Saturn
- Seed Ensemble – Driftglass
- Slowthai – Nothing Great About Britain

### 2020[5]
- Anna Meredith – Fibs
- Charli XCX – How I'm Feeling Now
- Dua Lipa – Future Nostalgia
- Georgia – Seeking Thrills
- Kano – Hoodies All Summer
- Lanterns on the Lake – Spook the Herd
- Laura Marling – Song for Our Daughter
- Michael Kiwanuka – Kiwanuka
- Moses Boyd – Dark Matter
- Porridge Radio – Every Bad
- Sports Team – Deep Down Happy
- Stormzy – Heavy Is the Head

### 2021[6]
- Arlo Parks – Collapsed in Sunbeams
- Berwyn – Demotape/Vega
- Black Country, New Road – For the First Time
- Celeste – Not Your Muse
- Floating Points, Pharoah Sanders och London Symphony Orchestra – Promises
- Ghetts – Conflict of Interest
- Hannah Peel – Fir Wave
- Laura Mvula – Pink Noise
- Mogwai – As the Love Continues
- Nubya Garcia – Source
- Sault – Untitled (Rise)
- Wolf Alice – Blue Weekend

### 2022[7]
- Fergus McCreadie – Forest Floor
- Gwenno – Tresor
- Harry Styles – Harry's House
- Jessie Buckley & Bernard Butler – For All Our Days That Tear the Heart
- Joy Crookes – Skin
- Kojey Radical – Reason to Smile
- Little Simz – Sometimes I Might Be Introvert
- Nova Twins – Supernova
- Sam Fender – Seventeen Going Under
- Self Esteem – Prioritise Pleasure
- Wet Leg – Wet Leg
- Yard Act – The Overload

## Artister med flera nomineringar
Följande artister har nominerats fler än en gång till Mercury Prize.
| 5 nomineringar - Radiohead (inga vinster, nominerad 1997/2001/2003/2008/2016) 4 nomineringar - Arctic Monkeys (1 vinst 2006, nominerad 2006/2007/2013/2018) - Laura Marling (inga vinster, nominerad 2008/2010/2013/2020) - PJ Harvey (2 vinster 2001/2011, nominerad 1993/1995/2001/2011) 3 nomineringar - Anna Calvi (inga vinster, nominerad 2011/2014/2019) - Bat for Lashes (inga vinster, nominerad 2007/2009/2016) - Coldplay (inga vinster, nominerad 2000/2003/2005) - David Bowie (inga vinster, nominerad 2002/2013/2016) - Dizzee Rascal (1 vinst 2003, nominerad 2003/2007/2010) - Elbow (1 vinst 2008, nominerad 2001/2008/2011) - Florence and the Machine (inga vinster, nominerad 2009/2015/2018) - Foals (inga vinster, nominerad 2010/2013/2019) - Laura Mvula (inga vinster, nominerad 2013/2016/2021) - Michael Kiwanuka (1 vinst 2020, nominerad 2012/2016/2020) - Primal Scream (1 vinst 1992, nominerad 1992/1994/1997) - Pulp (1 vinst 1996, nominerad 1994/1996/1998) - Wolf Alice (1 vinst 2018, nominerad 2015/2018/2021) | 2 nomineringar - The 1975 (inga vinster, nominerad 2016/2019) - Adele (inga vinster, nominerad 2008/2011) - alt-J (1 vinst 2012, nominerad 2012/2017) - Amy Winehouse (inga vinster, nominerad 2004/2007) - Basement Jaxx (inga vinster, nominerad 2001/2004) - Beth Orton (inga vinster, nominerad 1997/1999) - Blur (inga vinster, nominerad 1994/1999) - The Chemical Brothers (inga vinster, nominerad 1997/1999) - Doves (inga vinster, nominerad 2000/2002) - Eliza Carthy (inga vinster, nominerad 1998/2003) - Everything Everything (inga vinster, nominerad 2011/2018) - Ghostpoet (inga vinster, nominerad 2011/2015) - Guy Barker (inga vinster, nominerad 1995/2002) - James Blake (1 vinst 2013, nominerad 2011/2013) - John Tavener (inga vinster, nominerad 1992/1997) - Jon Hopkins (inga vinster, nominerad 2011/2013) | - Kae Tempest (inga vinster, nominerad 2014/2017) - Kano (inga vinster, nominerad 2016/2020) - Leftfield (inga vinster, nominerad 1995/2000) - Little Simz (1 vinst 2022, nominerad 2019/2022) - Manic Street Preachers (inga vinster, nominerad 1996/1999) - Oasis (inga vinster, nominerad 1995/1996) - Paul Weller (inga vinster, nominerad 1994/2010) - Polar Bear (inga vinster, nominerad 2005/2014) - The Prodigy (inga vinster, nominerad 1994/1997) - Richard Hawley (inga vinster, nominerad 2006/2012) - Savages (inga vinster, nominerad 2013/2016) - Stormzy (inga vinster, nominerad 2017/2020) - The Streets (inga vinster, nominerad 2002/2004) - Suede (1 vinst 1993, nominerad 1993/1997) - Underworld (inga vinster, nominerad 1996/1999) - Villagers (inga vinster, nominerad 2010/2013) - The xx (1 vinst 2010, nominerad 2010/2017) |